# Otto Konrad (Maler)
Otto Konrad (* 30. Oktober 1924 in Oberschefflenz; † 22. Juli 1970 in Kürnbach) war Maler und Graphiker. Er lebte und arbeitete in Kürnbach im heutigen Landkreis Karlsruhe im nordwestlichen Baden-Württemberg.

## Leben
Otto Konrad wurde 1924 als Eisenbahnersohn im badischen Oberschefflenz geboren. Nach dem Besuch der Volksschule in Adelsheim ging er auf das Gymnasium in Mosbach. Seine Schulzeit wurde von 1942 bis 1945 unterbrochen durch seine Teilnahme als Soldat im  Zweiten Weltkrieg. Nach dem Krieg besuchte er das Gymnasium in Eberbach am Neckar, wo er 1947 das Abitur ablegte. 1947 bis 1950 machte er eine Lehre als Maler und Gipser, die er mit der Gesellenprüfung in Mannheim abschloss. Seine künstlerische Ausbildung begann darauf mit seinem anderthalbjährigen Besuch der Meisterschule für das Schmuck- und Edelmetallgewerbe in Pforzheim. Danach studierte er vier Jahre an der Kunstakademie Karlsruhe Malerei und Graphik.
Otto Konrad ging als Kunst- und Geographielehrer in den höheren Schuldienst. Die Stationen seines Berufslebens waren das Helmholtz-Gymnasium Karlsruhe, das Melanchthon-Gymnasium Bretten und das Hartmanni-Gymnasium Eppingen. Bis zu seinem frühen und plötzlichen Tod arbeitete er als Oberstudienrat in Eppingen.
Mit seiner Frau und den beiden Kindern Karin und Peter lebte er in seinem Haus am Ortsrand von Kürnbach, wo seine Ölbilder, Aquarelle, Radierungen, Holz- und Linolschnitte, Kohle- und Silberstiftzeichnungen entstanden.

## Werk
Viele seiner Bilder zeigen die Landschaft des Kraichgaus, das Neckartal oder den Odenwald. Die Orte, wo der Künstler lebte, hielt er in seinen Bildern fest wie Kürnbach und Eppingen. Otto Konrad beherrschte eine Vielzahl von künstlerischen Techniken und schuf auch Eisenplastiken, Holzreliefs und Sgraffitos. Seine besondere Vorliebe galt der Tier- und Porträtmalerei. Die Abstraktion lehnte er für sein Schaffen ab, gegenstandslose Kunst war ihm fremd.

## Ausstellungen
- 1968 in Karlsruhe
- 1969 in Haslach
- 1990 Gedächtnisausstellung in Eppingen
- 1994 in Eppingen